# Landesbehörde

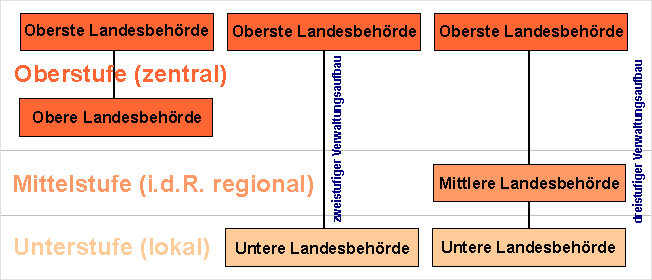
Verwaltungsaufbau

Landesbehörden sind in Deutschland die von einem Land errichteten Behörden.

## Hierarchie und Aufbau
Die Landesbehörden sind hierarchisch organisiert:
- Oberste Landesbehörden sind Behörden, denen keine andere Behörde übergeordnet ist, die aber über einen weiteren nachgeordneten Verwaltungsunterbau verfügen können. Sie sind landesweit zuständig. Oberste Landesbehörden sind in der Regel die Landesministerien und Staatskanzleien, der Rechnungshof, das Landesparlament und das Landesverfassungsgericht, soweit sie als Behörden tätig werden.
- Landesoberbehörden sind landesweit zuständige Behörden, die unmittelbar einer obersten Landesbehörde nachgeordnet sind und in der Regel keinen eigenen nachgeordneten Verwaltungsunterbau haben. Sie sind immer für das gesamte Bundesland zuständig. Beispiele für Landesoberbehörden sind die Landesbehörden für Verfassungsschutz und die Statistischen Landesämter, in manchen Ländern auch die Landeskriminalämter. In Schleswig-Holstein ist das Landesamt für Zuwanderung und Flüchtlinge eine Landesoberbehörde.
- Landesmittelbehörden unterstehen unmittelbar einer obersten Landesbehörde und verfügen über einen eigenen Verwaltungsunterbau. Üblicherweise sind sie regional zuständig (z. B. auf Regierungsbezirksebene). Landesmittelbehörden sind die Regierungspräsidien (Baden-Württemberg, Hessen), die Bezirksregierungen (Nordrhein-Westfalen) und die Regierungen (Bayern).
- Untere Landesbehörden sind entweder den mittleren Landesbehörden nachgeordnet (dreistufiger Verwaltungsaufbau) oder unterstehen direkt einer obersten (Schleswig-Holstein auch einer oberen) Landesbehörde (zweistufiger Verwaltungsaufbau). Sie sind lokal zuständig. Untere Landesbehörden sind z. B. Landratsämter oder Kreispolizeibehörden.

Von einer eindeutigen Gliederung mit klarer Rangfestlegung wird im Zuge der Verschlankung der Verwaltungsstrukturen jedoch zunehmend abgesehen. Im hessischen Polizeiorganisationsrecht gibt es neben dem Hessischen Innenministerium als oberster Polizeibehörde nur noch sieben bereichsspezifische Polizeipräsidien, die jeweils für größere Teile des Landesgebietes zuständig sind und damit weder eindeutig Landesmittel- noch eindeutig Landesunterbehörden sind (§ 91 HSOG, § 5 HSOG-DVO). Für untere Landesbehörden sind sie teilweise zu groß, für mittlere Landesbehörden zu klein (z. B. Polizeipräsidium Frankfurt am Main) und in allen Fällen ohne eigenen Verwaltungsunterbau; die früheren Polizeireviere und Polizeistationen in den Landkreisen sind in ihnen aufgegangen. Daneben bestehen vier zentral zuständige Polizeibehörden, u. a. das Hessische Landeskriminalamt, die wegen ihrer landesweiten Zuständigkeit strukturell Landesoberbehörden sind, als solche aber nicht mehr bezeichnet werden. Der Gesetzgeber hat bei den Polizeibehörden, außer beim Innenministerium, auf jegliche Rangfestlegung verzichtet.
Auch der Grundsatz, wonach Landesoberbehörden nicht über einen eigenen Mittelaufbau verfügen, wird zunehmend durchbrochen. Einige Bundesländer verfügen über eine der Ministerialebene unmittelbar nachgeordnete Behörde (in Thüringen beispielsweise das Thüringer Landesverwaltungsamt, in Sachsen die Landesdirektion Sachsen, in Sachsen-Anhalt das Landesverwaltungsamt Sachsen-Anhalt), die landesweit zuständig ist, der aber Behörden auf Kreis-, Stadt- und Gemeindeebene nachgeordnet sind.
Auch bei Landesmittelbehörden gibt es Fälle, in denen abweichend vom Grundkonzept eine landesweite Zuständigkeit besteht, z. B. bei den Landesämtern für Steuern.
Die Gesamtheit der Landesbehörden wird als unmittelbare Landesverwaltung bezeichnet. Daneben tritt die mittelbare Landesverwaltung durch Behörden anderer, insbesondere kommunaler Körperschaften. Im übertragenen Wirkungskreis werden Aufgaben des Landes auch von diesen Behörden erfüllt. In Brandenburg zählen auch die 26 Gewässerunterhaltungsverbände in der Rechtsform des Wasser- und Bodenverbandes zur mittelbaren Landesverwaltung.

## Verwaltungsstufen
In Bundesländern mit einem zweistufigen Verwaltungsaufbau – wie Schleswig-Holstein, Brandenburg, Mecklenburg-Vorpommern – üben die obersten Landesbehörden grundsätzlich sowohl die Aufsicht über die Landesoberbehörden wie auch über die unteren Landesbehörden aus. Ausnahmen sind landesgesetzlich möglich (z. B. in Schleswig-Holstein).
In Deutschland ist der traditionelle dreistufige Verwaltungsaufbau im Rückzug befindlich, wie die Anfang des 21. Jahrhunderts durchgeführten Strukturreformen in Niedersachsen, Sachsen und Sachsen-Anhalt zeigen.

## Besonderheiten

### Baden-Württemberg
In Baden-Württemberg wird lediglich zwischen obersten Landesbehörden, höheren Verwaltungsbehörden, unteren Verwaltungsbehörden, Landesoberbehörden und höheren und unteren Sonderbehörden unterschieden. Während für die obersten Landesbehörden und Landesoberbehörden das oben gesagte gilt, sind die höheren Verwaltungsbehörden (die Regierungspräsidien) keine Mittelbehörden im eigentlichen Sinne. In einigen Fällen wirken sie wie untere Landesbehörden (z. B. im Aufenthaltsrecht), in anderen wie eine Landesoberbehörde (z. B. Regierungspräsidium Tübingen im Gentechniksicherheitsrecht oder RP Karlsruhe bei Angelegenheiten der Wasserschutzpolizei). In den meisten Fällen nehmen sie aber Aufgaben einer Mittelbehörde wahr. Die unteren Verwaltungsbehörden sind die Landratsämter und die Stadtverwaltungen von Stadtkreisen, in gewissen Fällen auch die Stadtverwaltungen von Großen Kreisstädten und die Verwaltungsgemeinschaften von mehreren Gemeinden (z. B. Baurecht). Untere Sonderbehörden sind Behörden, die nur für einen eng umgrenzten Verwaltungsbereich zuständig sind. Seit der Verwaltungsreform von 2005 sind dies nur noch Polizeidirektionen und Polizeipräsidien, Finanzämter und Staatliche Schulämter (bis 2009 nur in den Stadtkreisen), für alle anderen Bereiche sind die unteren Verwaltungsbehörden zuständig. Die höheren Sonderbehörden nehmen Aufgaben anstatt eines Regierungspräsidiums wahr. Es gibt nur noch die Oberfinanzdirektion und seit 1. Januar 2009 das Landesamt für Geoinformation und Landentwicklung als höhere Sonderbehörde. Vor der Verwaltungsreform gab es noch Landespolizeidirektionen, Oberschulämter und Forstdirektionen als höhere Sonderbehörden, die aber in die Regierungspräsidien eingegliedert wurden.

### Bayern
Mit der Änderung des Bayerischen Verwaltungsverfahrensgesetzes vom 23. Juli 1985 (Lex Schuierer) führte der Bayerische Landtag ein Selbsteintrittsrecht für die Leiter der Aufsichtsbehörden ein, das es in keinem anderen Landesverwaltungsverfahrensgesetz gibt.

### Sachsen
Der Freistaat Sachsen unterscheidet neben den analog zu den anderen Ländern benannten obersten Staatsbehörden eine landesweit zuständige allgemeine Staatsbehörde, die Landesdirektion Sachsen, von den besonderen Staatsbehörden, die ihrerseits in obere besondere Staatsbehörden und untere besondere Staatsbehörden gegliedert sind.

### Sachsen-Anhalt
Sachsen-Anhalt unterscheidet analog zu den anderen Ländern oberste Landesbehörden, obere Landesbehörden und untere Landesbehörden. Eine allgemeine obere Landesbehörde, das Landesverwaltungsamt Sachsen-Anhalt, ist jedoch generell zuständig, sofern nicht eine andere obere Landesbehörde oder Landeseinrichtung für zuständig erklärt ist.